# Афрички куп нација 2015.
Афрички куп нација 2015. је 30. континентално првенство Африке у фудбалу, које је одржано у Екваторијалној Гвинеји од 17. јануара до 8. фебруара 2015. године. Први део првенства игран је по групама, а затим се играла елиминациона фаза. Победник је постала репрезентација Обале Слоноваче која је у финалу победила репрезентацију Гане 9-8 након извођења једанаестераца, и тако постала шампион Африке по други пут у својој историји. Репрезентација ДР Конго је трећепласирана док је Екваторијална Гвинеја четврта. Укупно је одиграно 32 утакмице.
Првобитно је домаћинство додељено Мароку који је последњи пут био домаћин 1988. године, али је он одустао због епидемија еболе у западној Африци. Због тога је домаћинство додељено Екваторијалној Гвинеји.

## Избор домаћина
| Држава       | Организатори |
| ------------ | ------------ |
| Боцвана      | -            |
| Камерун      | 1972         |
| ДР Конго     | -            |
| Гвинеја      | -            |
| Мароко       | 1988         |
| Јужна Африка | 2013         |
| Замбија      | -            |
| Зимбабве     | -            |

До 30. септембра 2010. за организатора Афричког купа нације 2015. или 2017. пријавили су се Демократска Република Конго, Мароко и Јужноафричка република. Мароко је сматран због своје добре инфраструктуре за најозбиљнијег кандидата. Након инспекције стадиона, дана 29. јануара, КАФ је одлучио да Мароко буде домаћин. Утакмице је требало да се играју у четири града: Рабат, Маракеш, Агадир и Тангер, док је Казабланка требало да буде резервна опција.
У октобру 2014, влада Марока затражила је одлагање турнира због епидемије еболе у западној Африци. Након што је случај разматран на састанку Извршног комитета 2. новембра 2014. године, КАФ је одлучио да датум за почетак првенства остане исти и тражио појашњење од Фудбалског савез Марока да ли они и даље желе да буду организатори турнира. Дана 11. новембра потврђено је да Мароко одустаје од организације такмичења и да је репрезентација Марока дисквалификована са првенства, а да ће нови организатор бити изабран са листе земаља које су изразиле интересовање. Афричка фудбалска конфедерација је најавила да ће покренути правни поступак због тога што нису испунили обавезу о организацији првенства који су потписали у априлу 2014. године. Марокански министар спорта Мохамед Оузин изјавио је да је афричка фудбалска конфедерација лажно оптужила његову земљу и рекао да Светска здравствена организација дозвољава свакој земљи да брине о здрављу својих грађана.
Египат, Гана, Јужна Африка и Судан су одбили да организују такмичење. Ангола, домаћини 2010. године се помињао као потенцијална замена због постојећих стадиона и инфраструктуре која је реновирана за потребе првенства. Међутим, члан фудбалске федерације Анголе изјавио да они нису у могућности да организују, јер влада у новом буџету уопште није планирала организацију турнира.
Дана 14. новембра 2014. године, КАФ је донео одлуку да ће Екваторијална Гвинеја бити домаћин турнира.

## Квалификације
Квалификације су се играле у четири фазе: прелиминарна рунда, 1. коло, 2. коло и групна фаза. Двадесет и једна репрезентација на основу пласмана на ранг листи пласирале су се директно у групну фазу, док су остале морале да прођу елиминациону фазу.
Педесет и једна репрезентација је учествовало у квалификацијама (Мароко као домаћин није учествовао). Јужни Судан је дебитовао у квалификацијама. Џибути и Сомалија нису се такмичили.
Мароко је требало да се директно квалификује на турнир, али након њиховог одбијања да буду домаћини, они су елиминисани са турнира од стране Афричке фудбалске конфедерације. Екваторијална Гвинеја је изабрана за новог домаћина, а упркос томе што су играли у квалификацијама и били дисквалификовани због тога што је играо фудбалер који није смео, ипак су се пласирали као домаћини.
Браниоци титуле, фудбалери Нигерије нису успели да се квалификују за турнир.

### Репрезентације које су се квалификовале
| Држава                | Квалификован           | Датум квалификовања | Учешћа | Последње учешће | Најбољи пласман                   |  |
| --------------------- | ---------------------- | ------------------- | ------ | --------------- | --------------------------------- |  |
| Екваторијална Гвинеја | Домаћин                | 14. новембар 2014   | 2      | 2012            | Четвртфинале (2012)               |  |
| Тунис                 | Победник групе Г       | 14. октобар 2014    | 17     | 2013            | Победник (2004)                   |  |
| Зеленортска Острва    | Победник групе Ф       | 15. октобар 2014    | 2      | 2013            | Четвртфинале (2013)               |  |
| Алжир                 | Победник групе Б       | 15. октобар 2014    | 16     | 2013            | Победник (1990)                   |  |
| Јужна Африка          | Победник групе А       | 15. октобар 2014    | 9      | 2013            | Победник (1996)                   |  |
| Замбија               | Победник групе Ф       | 15. октобар 2014    | 17     | 2013            | Победник (2012)                   |  |
| Камерун               | Победник групе Д       | 15. октобар 2014    | 17     | 2010            | Победник (1984, 1988, 2000, 2002) |  |
| Габон                 | Победник групе Ц       | 15. октобар 2014    | 6      | 2012            | Четвртфинале (1996, 2012)         |  |
| Буркина Фасо          | Другопласирани група Ц | 15. октобар 2014    | 10     | 2013            | Финалиста (2013)                  |  |
| Сенегал               | Другопласирани група Г | 15. октобар 2014    | 13     | 2012            | Финалиста (2013)                  |  |
| Обала Слоноваче       | Другопласирани група Д | 19. октобар 2014    | 21     | 2013            | Победник (1992)                   |  |
| Гана                  | Победник групе Е       | 19. октобар 2014    | 20     | 2013            | Победник (1963, 1965, 1978, 1982) |  |
| Гвинеја               | Другопласирани група   | 19. октобар 2014    | 11     | 2012            | Финалиста (1976)                  |  |
| Мали                  | Другопласирани група Б | 19. октобар 2014    | 9      | 2013            | Финалиста (1972)                  |  |
| Конго                 | Другопласирани група А | 19. октобар 2014    | 7      | 2000            | Победник (1972)                   |  |
| ДР Конго              | Најбољи трећепласирани | 19. октобар 2014    | 17     | 2013            | Победник (1968, 1974)             |  |

## Стадиони
Екваторијална Гвинеја је одлучила да ће домаћини првенства бити четири града: Малабо, Бата, Монгомо и Ебебин. Малабо и Бата су били домаћини и Афричког купа нација 2012. године.
| Стадион у Бати           | Стадион у Бати    | Нови стадион у Малабу  | Нови стадион у Малабу  |
| Капацитет: 35.000        | Капацитет: 35.000 | капацитет: 15.250      | капацитет: 15.250      |
|                          |                   |                        |                        |
| БатаМалабоМонгомо Ебебин |                   |                        |                        |
| Монгомо                  | Монгомо           | Ебебин                 | Ебебин                 |
| Стадион у Монгому        | Стадион у Монгому | Нови стадион у Ебебину | Нови стадион у Ебебину |
| Капацитет: 15.000        | Капацитет: 15.000 | Капацитет: 8.000       | Капацитет: 8.000       |
|                          |                   |                        |                        |

## Систем такмичења
Шеснаест репрезентација је подељено у 4 групе од по 4 тимова. По две најбоље пласиране репрезентације из сваке групе ће се пласирати у четвртфинале где ће се играти по елиминационом систему.

## Жреб
Жреб је одржан 3. децембра 2014. године у Малабу. Шеснаест екипа је било подељено у 4 шешира на основу ранг листе, осим Екваторијалне Гвинеје која је као домаћин смештена у први шешир. Поредак на ранг листи се одређивао на основу постигнутих резултата у квалификацијама за Афрички куп нација 2015, за квалификације и завршни турнир Афричког купа нације 2013, завршног турнира Афричког купа нација 2012 и квалификација за светско првенство 2014.
| Шешир 1 | Шешир 2                                                                           | Шешир 3                                                                                               | Шешир 4                                                                           |
| --- | --------------------------------------------------------------------------------- | --- | --------------------------------------------------------------------------------- |
| Екваторијална Гвинеја (host; assigned to A1) · Гана (48 поена) · Обала Слоноваче (44 поена) · Замбија (41 поена) | Буркина Фасо (40 поена) · Мали (38 поена) · Тунис (32.5 поена) · Алжир (28 поена) | Зеленортска Острва (26.5 поена) · Јужна Африка (23.5 поена) · Камерун (23.5 поена) · Габон (22 поена) | Гвинеја (19 поена) · Сенегал (19 поена) · ДР Конго (18 поена) · Конго (13 поена ) |

## Групна фаза
- Сва времена су по средњоевропском времену.

| Пласирали се у четвртфинале |
| Елиминисани из такмичења    |

### Група А
| Екваторијална Гвинеја | 1:1   | Конго      |
| --------------------- | ----- | ---------- |
| Нсуе 17’              | Извор | Бифума 87’ |

| Буркина Фасо | 0:2   | Габон                        |
| ------------ | ----- | ---------------------------- |
|              | Извор | Аубамејанг 19’, · Евоуна 72’ |

| Екваторијална Гвинеја | 0:0   | Буркина Фасо |
| --------------------- | ----- | ------------ |
|                       | Извор |              |

| Габон | 0:1   | Конго        |
| ----- | ----- | ------------ |
|       | Извор | Ониангуе 48’ |

| Конго                    | 2:1   | Буркина Фасо |
| ------------------------ | ----- | ------------ |
| Бифума 51’, · Ондама 87’ | Извор | Бансе 86’    |

| Габон | 0:2   | Екваторијална Гвинеја        |
| ----- | ----- | ---------------------------- |
|       | Извор | Балбоа 55’ (пен), · Ибан 86’ |

| Тим                   | Ута. | Д | Н | П | ДГ | ПГ | ГР | Б |
| --------------------- | ---- | - | - | - | -- | -- | -- | - |
| Конго                 | 3    | 2 | 1 | 0 | 4  | 2  | +2 | 7 |
| Екваторијална Гвинеја | 3    | 1 | 2 | 0 | 2  | 1  | +1 | 5 |
| Габон                 | 3    | 1 | 0 | 2 | 2  | 3  | -1 | 3 |
| Буркина Фасо          | 3    | 0 | 1 | 2 | 1  | 4  | -3 | 1 |

### Група Б
| Замбија      | 1:1   | ДР Конго   |
| ------------ | ----- | ---------- |
| Сингулума 2’ | Извор | Боласи 66’ |

| Тунис          | 1:1   | Зеленортска Острва |
| -------------- | ----- | ------------------ |
| Али Мансер 70’ | Извор | Елдон 77’ (пен)    |

| Замбија    | 1:2   | Тунис                   |
| ---------- | ----- | ----------------------- |
| Мајука 59’ | Извор | Шихау 70’, · Акаичи 83’ |

| Зеленортска Острва | 0:0   | ДР Конго |
| ------------------ | ----- | -------- |
|                    | Извор |          |

| ДР Конго   | 1:1   | Тунис      |
| ---------- | ----- | ---------- |
| Бокила 66’ | Извор | Акаичи 31’ |

| Зеленортска Острва | 0:0   | Замбија |
| ------------------ | ----- | ------- |
|                    | Извор |         |

| Тим                | Ута. | Д | Н | П | ДГ | ПГ | ГР | Б |
| ------------------ | ---- | - | - | - | -- | -- | -- | - |
| Тунис              | 3    | 1 | 2 | 0 | 4  | 3  | +1 | 5 |
| ДР Конго           | 3    | 0 | 3 | 0 | 2  | 2  | 0  | 3 |
| Зеленортска Острва | 3    | 0 | 3 | 0 | 1  | 1  | 0  | 3 |
| Замбија            | 3    | 0 | 2 | 1 | 2  | 3  | -1 | 2 |

### Група Ц
| Гана          | 1:2   | Сенегал               |
| ------------- | ----- | --------------------- |
| Ају 14’ (пен) | Извор | Диуф 58’, · Сов 90+3’ |

| Алжир                                           | 3:1   | Јужна Африка |
| ----------------------------------------------- | ----- | ------------ |
| Хлатсвајо 67’ (аг.), · Гулам 72’, · Слимани 83’ | Извор | Пала 50’     |

| Гана      | 1:0   | Алжир |
| --------- | ----- | ----- |
| Жан 90+2’ | Извор |       |

| Јужна Африка | 1:1   | Сенегал  |
| ------------ | ----- | -------- |
| Манјиса 47’  | Извор | Мбоџ 60’ |

| Сенегал | 0:2   | Алжир                     |
| ------- | ----- | ------------------------- |
|         | Извор | Махреѕ 11’ · Бенталеб 82’ |

| Јужна Африка | 1:2   | Гана               |
| ------------ | ----- | ------------------ |
| Масанго 17’  | Извор | Боје 73’ · Ају 83’ |

| Тим          | Ута. | Д | Н | П | ДГ | ПГ | ГР | Б |
| ------------ | ---- | - | - | - | -- | -- | -- | - |
| Гана         | 3    | 2 | 0 | 1 | 4  | 3  | +1 | 6 |
| Алжир        | 3    | 2 | 0 | 1 | 5  | 2  | +3 | 6 |
| Сенегал      | 3    | 1 | 1 | 1 | 3  | 4  | -1 | 4 |
| Јужна Африка | 3    | 0 | 1 | 2 | 3  | 6  | -3 | 1 |

### Група Д
| Обала Слоноваче | 1:1   | Гвинеја    |
| --------------- | ----- | ---------- |
| Думбиа 72’      | Извор | Јатара 36’ |

| Мали         | 1:1   | Камерун    |
| ------------ | ----- | ---------- |
| Јатабаре 71’ | Извор | Ојонго 84’ |

| Обала Слоноваче | 1:1   | Мали    |
| --------------- | ----- | ------- |
| Градел 86’      | Извор | Сако 7’ |

| Камерун     | 1:1   | Гвинеја    |
| ----------- | ----- | ---------- |
| Муканџо 12’ | Извор | Траоре 42’ |

| Гвинеја            | 1:1   | Мали      |
| ------------------ | ----- | --------- |
| Констант 15’ (пен) | Извор | Мајга 47’ |

| Камерун | 0:1   | Обала Слоноваче |
| ------- | ----- | --------------- |
|         | Извор | Градел 35’      |

| Тим             | Ута. | Д | Н | П | ДГ | ПГ | ГР | Б |
| --------------- | ---- | - | - | - | -- | -- | -- | - |
| Обала Слоноваче | 3    | 1 | 2 | 0 | 3  | 2  | +1 | 5 |
| Гвинеја         | 3    | 0 | 3 | 0 | 3  | 3  | 0  | 3 |
| Камерун         | 3    | 0 | 3 | 0 | 3  | 3  | 0  | 3 |
| Мали            | 3    | 0 | 2 | 1 | 2  | 3  | −1 | 2 |

- Гвинеја и Мали играли су нерешено, имали су исту гол разлику, и укупно датих голова. Извлачење ко ће у наредни круг одржано је 29. јануара 2015 у 16:00 часова по локалном времену у Малабу. Гвинеја је извучена и пласирала се у четвртфинале као другопласирана екипа у групи.[25][26][27]

## Елиминациона фаза
- Сва времена су по средњоевропском времену.

|  | Четвртфинале               | Четвртфинале          |                     |      | Полуфинале  | Полуфинале  |  |  | Финале | Финале |
|  |                            |                       |                     |      |             |             |  |  |        |        |
|  | 31. јанаур — Бата          |                       |                     |      |             |             |  |  |        |        |
|  |                            |                       |                     |      |             |             |  |  |        |        |
|  | Конго                      | 2                     |                     |      |             |             |  |  |        |        |
|  | Конго                      | 2                     | 4. фебруар — Бата   |      |             |             |  |  |        |        |
|  | ДР Конго                   | 4                     |                     |      |             |             |  |  |        |        |
|  | ДР Конго                   | 4                     | ДР Конго            | 1    |             |             |  |  |        |        |
|  | 1. фебруар — Малабо        |                       | ДР Конго            | 1    |             |             |  |  |        |        |
|  |                            | Обала Слоноваче       | 3                   |      |             |             |  |  |        |        |
|  | Обала Слоноваче            | Обала Слоноваче       | 3                   | 3    |             |             |  |  |        |        |
|  | Обала Слоноваче            |                       | 8. фебруар — Бата   | 3    |             |             |  |  |        |        |
|  | Алжир                      | 1                     |                     |      |             |             |  |  |        |        |
|  | Алжир                      | 1                     | Обала Слоноваче     | 0(9) |             |             |  |  |        |        |
|  | 1. фебруар — Монгомо       |                       | Обала Слоноваче     | 0(9) |             |             |  |  |        |        |
|  |                            | Гана                  | 0(8)                |      |             |             |  |  |        |        |
|  | Гана                       | Гана                  | 0(8)                | 3    |             |             |  |  |        |        |
|  | Гана                       | 5. фебруар — Малабо   |                     | 3    |             |             |  |  |        |        |
|  | Гвинеја                    | 0                     |                     |      |             |             |  |  |        |        |
|  | Гвинеја                    | 0                     | Гана                | 3    |             |             |  |  |        |        |
|  | 31. јанаур — Ебебин        |                       | Гана                | 3    |             |             |  |  |        |        |
|  |                            | Екваторијална Гвинеја | 0                   |      | Треће место | Треће место |  |  |        |        |
|  | Тунис                      | Екваторијална Гвинеја | 0                   | 1    | Треће место | Треће место |  |  |        |        |
|  | Тунис                      |                       | 7. фебруар — Малабо | 1    |             |             |  |  |        |        |
|  | Екваторијална Гвинеја (пр) | 2                     |                     |      |             |             |  |  |        |        |
|  | Екваторијална Гвинеја (пр) | 2                     | ДР Конго            | 0(4) |             |             |  |  |        |        |
|  |                            |                       |                     |      |             |             |  |  |        |        |
|  | Екваторијална Гвинеја      | 0(2)                  |                     |      |             |             |  |  |        |        |
|  | Екваторијална Гвинеја      | 0(2)                  |                     |      |             |             |  |  |        |        |

### Четвртфинале
| Конго                 | 2:4     | ДР Конго                                    |
| --------------------- | ------- | ------------------------------------------- |
| Доре 55’ · Бифума 62’ | Ивештај | Мбокани 65’ 90+1’ · Бокила 75’ · Киваки 81’ |

| Тунис      | 1:2 (пр) | Екваторијална Гвинеја   |
| ---------- | -------- | ----------------------- |
| Акаиши 70’ | Извештај | Балбоа 90+3’ (пен) 102’ |

| Гана                    | 3:0      | Гвинеја |
| ----------------------- | -------- | ------- |
| Атсу 4’ 61’ · Апија 75’ | Извештај |         |

| Обала Слоноваче              | 3:1      | Алжир      |
| ---------------------------- | -------- | ---------- |
| Бони 26’ 68’ · Жервињо 90+4’ | Извештај | Судани 51’ |

### Полуфинале
| ДР Конго          | 1:3      | Обала Слоноваче                       |
| ----------------- | -------- | ------------------------------------- |
| Мбокани 24’ (пен) | Извештај | Ј. Туре 20’ · Жервињо 41’ · Канон 68’ |

| Гана                                          | 3:0      | Екваторијална Гвинеја |
| --------------------------------------------- | -------- | --------------------- |
| Џ. Ају 42’ (пен) · Мубарак 45+1’ · А. Ају 75’ | Извештај |                       |

### Утакмица за 3. место
| ДР Конго                             | 0:0     | Екваторијална Гвинеја              |
| ------------------------------------ | ------- | ---------------------------------- |
|                                      | Ивештај |                                    |
| Пенали                               |         |                                    |
| Мабвати · Мабиди · Мбемба · Монгонгу | 4:2     | Балбоа · Фабиани · Хувенал · Елонг |

### Финале
| Обала Слоноваче                                                                       | 0:0 | Гана                                                                                   |
| ------------------------------------------------------------------------------------- | --- | -------------------------------------------------------------------------------------- |
|                                                                                       |     |                                                                                        |
| Пенали                                                                                |     |                                                                                        |
| Бони · Тало · Ауриер · Думбиа · Ј. Туре · Калу · К. Туре · Канон · Баили · Дие · Бари | 9:8 | Вакасо · Џ. Ају · Аква · Ачемпонг · А. Ају · Менсах · Баду · Афул · Баба · Бој · Разак |

| 2° место Гана | Победник 30. Афричког купа нација Обала Слоноваче 2° титула | 3° место ДР Конго |

### Коначни пласман
| 1. место 2. место 3. место | 4. место Од 5. до 8. места Од 9. до 16. места |

| #  | Репрезентација        |
| -- | --------------------- |
| 1  | Обала Слоноваче       |
| 2  | Гана                  |
| 3  | ДР Конго              |
| 4  | Екваторијална Гвинеја |
| 5  | Конго                 |
| 6  | Алжир                 |
| 7  | Тунис                 |
| 8  | Гвинеја               |
| 9  | Сенегал               |
| 10 | Мали                  |
| 11 | Зеленортска Острва    |
| 12 | Габон                 |
| 13 | Камерун               |
| 14 | Замбија               |
| 15 | Јужна Африка          |
| 16 | Буркина Фасо          |